# Una vita, una storia
Una vita una storia è l'undicesimo album di Gigi Finizio pubblicato nel 1989, contenente 10 brani.

## Tracce
1. Dimmello tu
2. Bambina mia
3. Che pazzo io
4. Palloncini colorati
5. Lui
6. Una vita una storia
7. E perderti così
8. Balliamo dai
9. Tu
10. La mia donna